# Joanna Zagdańska
Joanna Zagdańska (ur. 11 lutego 1961 w Opocznie) – polska wokalistka, doktor habilitowany sztuk muzycznych, pedagog akademicka wykładająca wokalistykę jazzową w Akademii Muzycznej w Bydgoszczy. Stała się znana po wykonaniu piosenki Rękawiczki na XXIII Krajowym Festiwalu Piosenki Polskiej w Opolu w 1986 roku.

## Życiorys
Pochodzi z muzycznie uzdolnionej rodziny. W dzieciństwie uczyła się gry na pianinie w ognisku muzycznym w rodzinnym Opocznie. Śpiewać zaczęła na zawodowej scenie w 1979 roku gdzie zadebiutowała na Ogólnopolskim Młodzieżowym Przeglądzie Piosenki. Tego samego roku wystąpiła na Krajowym Festiwalu Piosenki Polskiej w Opolu w koncercie Debiuty.
W szkole średniej zainteresowała się jazzem. Ukończyła Liceum Muzyczne w Łodzi w klasie trąbki i podjęła studia na Wydziale Jazzu i Muzyki Rozrywkowej Akademii Muzycznej w Katowicach w klasie wokalistyki jazzowej. Podczas studiów dokonała swoich pierwszych nagrań (z orkiestrą Rozgłośni Poznańskiej Polskiego Radia).
W 1980 roku nawiązała współpracę z Adamem Żółkosiem, pianistą jazzowym, kompozytorem i aranżerem. Koncertowała w Polsce i za granicą (m.in. Belgia, Czechosłowacja, Holandia, RFN, Norwegia, Szwajcaria, Szwecja, Tunezja, Rosja.
Zagdańska zajmuje się głównie nauczaniem śpiewu jazzowego na Akademii Muzycznej w Bydgoszczy. Prowadzi też zajęcia na Uniwersytecie Kazimierza Wielkiego również jako doktor habilitowany.

## Nagrody
- 1986: wyróżnienie dla piosenki „Rękawiczki” na KFPP w Opolu
- 1987: Grand Prix w Konkurs Piosenki Interwizji
- 1987: III nagroda na Międzynarodowym Festiwalu Piosenki w Sopocie
- 1987: II nagroda na festiwalu w Słonecznym Brzegu w Bułgarii
- 1990: II nagroda dla piosenki „Spokój” na KFPP w Opolu

## Dyskografia (składanki)
- 1979: Laureaci XV FPR: Zielona Góra ’79 (LP)
- 1986: Opole ’86 (LP)
- 1990: Piosenki Anny Jantar (LP)
- 1995: Koronkowe sny: Zbigniew Górny (CD)
- 1996: Przeboje Opery Leśnej (CD)
- 1997: Górny Orchestra: Evergreens (CD)
- 2001: Złota kolekcja-Jan Wołek (CD)
- 2011: Być kobietą… co nam w duszy gra (CD)
- 2014: Alex Band: Światowe przeboje (CD)

## Piosenki
- „Rękawiczki”
- „Prześnij”
- „Ścieżka pośród drzew”
- „Idę va banque”
- „Polichromie”
- „Dom zwykłych pań”
- „Kolorowa mgła”
- „Krople na sen”
- „Moja samba”
- „Moje SOS”
- „Płyń, jak muzyka”
- „Poznańska muzyka”
- „Spokój”
- „Bez reszty”
- „Sen o fruwającym wielorybie”
- „W pierwszych słowach mego listu”
- „W czasie wolnym od braw”
- „Słonie i pchły”
- „Nawet motyl rzuca cień”
- „Róża”
- „W stylu sience fiction”
- „Wciąż te same dni”
- „Dla tych właśnie”
- „Gdybyś feeling miał”
- „Kiepski żart”
- „Flirt dla świętych”
- „Miłość, jak rzeka”
- „Kogo na miłość stać”
- „Zamknięta w śnie”
- „Życie ponad stan”
- „Dwa akwaria”

## Życie osobiste
Piosenkarka jest związana z Adamem Żółkosiem, mają dwoje dzieci – Tomasza i Agatę.